# Яструб кенійський
Яструб кенійський (Accipiter rufiventris) — хижий птах роду яструбів родини яструбових ряду яструбоподібних. Мешкає в Східній та Південній Африці.

## Опис
Довжина птаха 29–36 см, розмах крил 58–72 см. Верхня частина тіла темно-сіра або темно-коричнева, груди, живіт і стегна руді, хвіст темно-сірий з чорними смугами, горло палеве, восковиця і очі жовті, дзьоб чорний.

## Поширення
кенійський ястреб мешкає в Східній та Південній Африці, від Мису Доброї Надії до Ефіопського нагір'я, хоча цей вид мешкає досить розріджено окремими популяціями.

## Таксономія
Виділяють два підвиди:
- A. r. perspicillaris, що мешкає в Ефіопії і, можливо, в Еритреї,
- A. r. rufiventris, що мешкає від східної частини ДР Конго, Кенії і Уганди на півночі до ПАР на півдні[5].

Кенійський яструб тісно пов'язаний з малим яструбом (A. nisus), що підтвердило генетичне дослідження.

## Раціон
Зазвичай цей вид яструбів полює на невеликих пташок, але може їсти невеликих ссавців і рептилій.

## Розмноження
Розмножуються кенійські яструби у вересні-жовтні, в кладці 1–4 яйця. Яйця білі з коричневими плямами.

## Збереження
Це численний і поширений птах. МСОП вважає цей вид таким, що не потребує особливих заходів зі збереження.